# Saint-Méen
Saint-Méen is een gemeente in het Franse departement Finistère, in de regio Bretagne. De plaats maakt deel uit van het arrondissement Brest. Saint-Méen telde op 1 januari 2022 941 inwoners.

## Geografie
De oppervlakte van Saint-Méen bedroeg op 1 januari 2022 11,74 vierkante kilometer; de bevolkingsdichtheid was toen 80,2 inwoners per km².

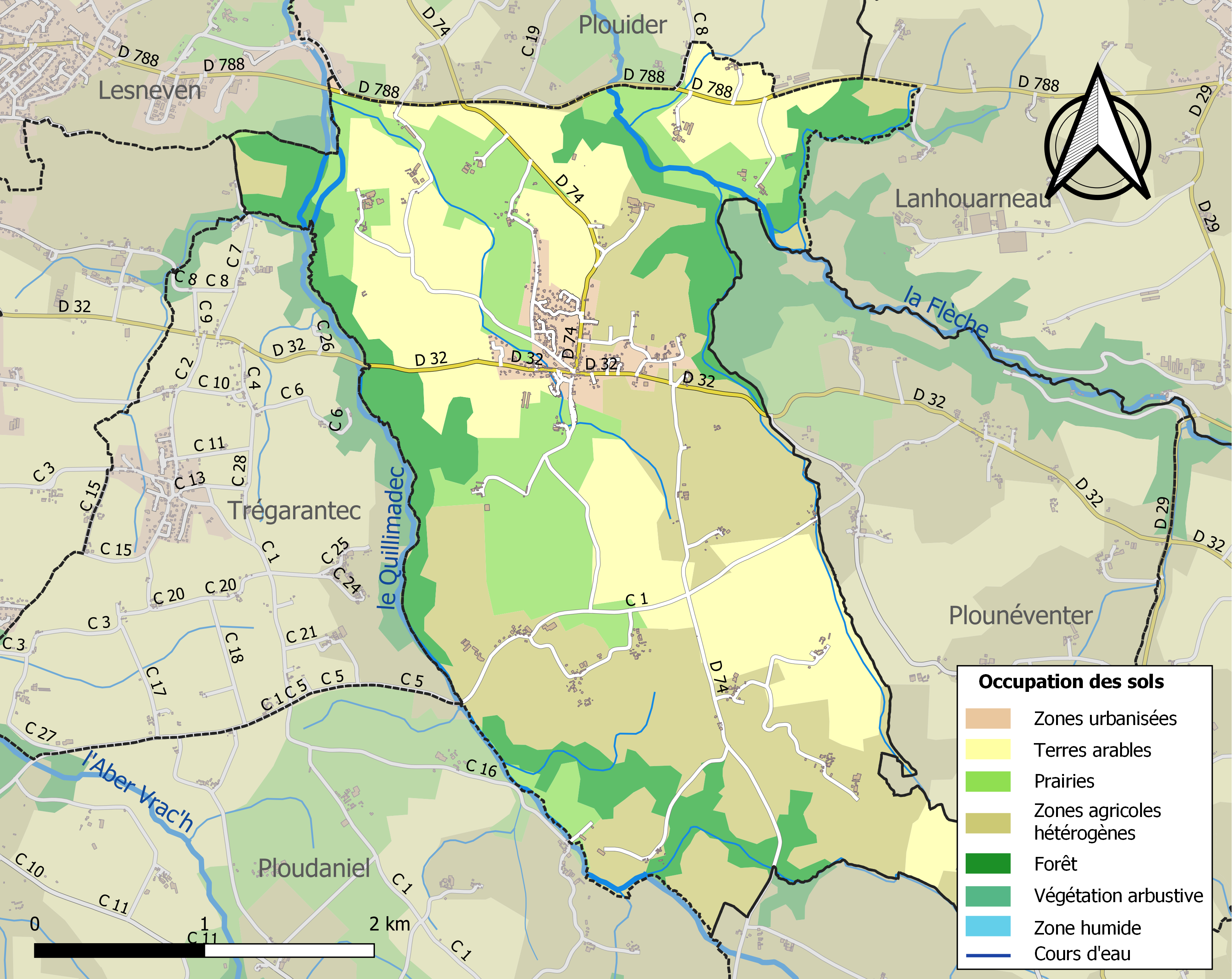
Kaart van de gemeente met belangrijkste infrastructuur, bodemgebruik en omliggende gemeenten

## Demografie
Onderstaande figuur toont het verloop van het inwonertal (bron: INSEE-tellingen).